# Hazlovi evangélikus templom
A hazlovi evangélikus templom egykoron a helyi evangélikus gyülekezet temploma volt Csehországban a Chebi járásban. 1955 óta felekezetileg elhagyott, egyházi célokra nem használatos. 2009-es felújítása óta kulturális rendezvények helyszíne.

## Története
Alapkövét 1907. május 5-én helyezték el. Építése rendkívül gyors ütemben haladt, még ugyanezen év októberében felszentelték. A templomépítés költségeit a helybéliek közadakozásából fedezték. A község német lakosságának második világháború utáni kitoloncolásával a helyi evangélikus gyülekezet is jelentős mértékben megfogyatkozott, aminek következtében a templomot 1955-ben bezárták. A szocializmus évtizedeiben a pusztulófélben lévő épületet a chebi kerékpárgyár raktárépületeként használták. Az 1989-es rendszerváltás után kihasználatlanul, tovább romosodott. A 2000-es években a helybéliek Spolek přátel evangelického kostela (Az evangélikus templom baráti társasága) elnevezésű polgári társulást alapítottak megmentése érdekében, s egy helybéli vállalkozó miután megvásárolta az épületet, 2009-ben tetőszerkezetét és belső terét felújíttatta. 2009. november 29-étől a templom ismét látogatható, azonban csupán kulturális rendezvények, kiállítások, koncertek helyszíneként szolgál.

## Képtár

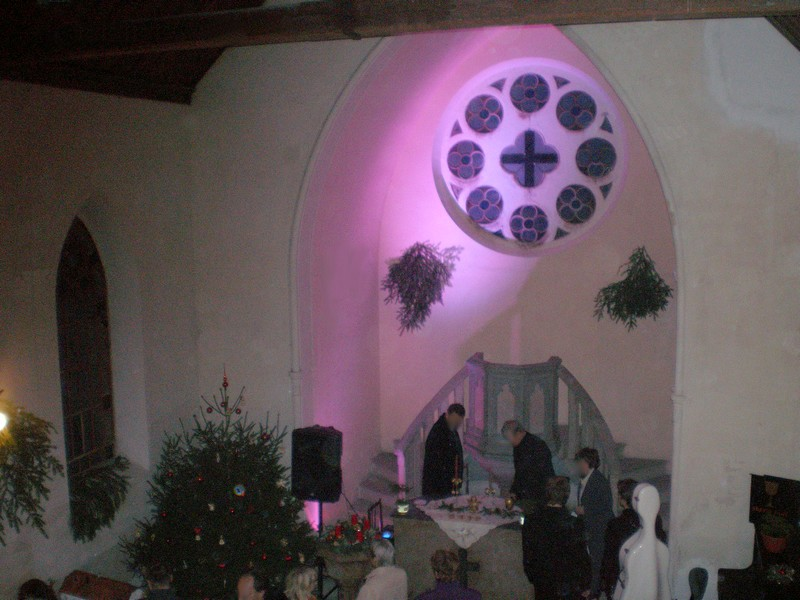
Adventi díszítésben
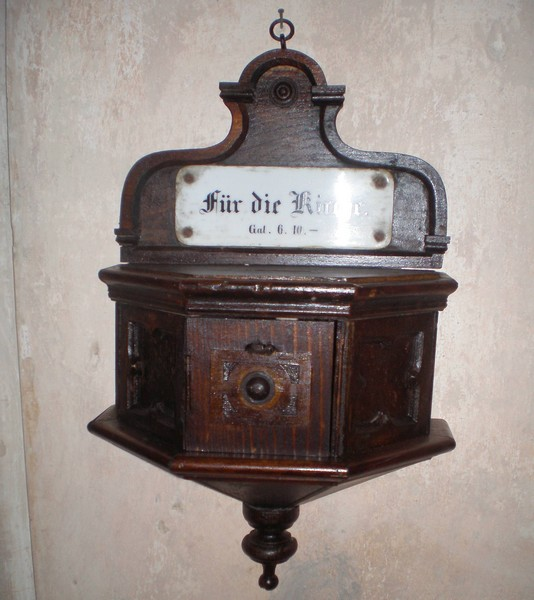
Persely
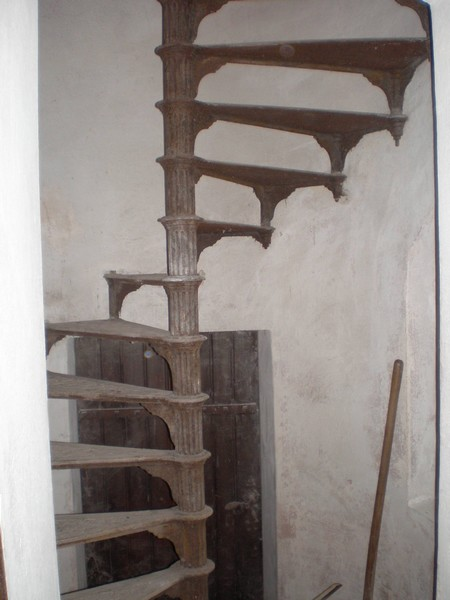
A torony csigalépcsője

## Fordítás
Ez a szócikk részben vagy egészben az Evangelický kostel (Hazlov) című cseh Wikipédia-szócikk ezen változatának fordításán alapul.  Az eredeti cikk szerkesztőit annak laptörténete sorolja fel. Ez a jelzés csupán a megfogalmazás eredetét és a szerzői jogokat jelzi, nem szolgál a cikkben szereplő információk forrásmegjelöléseként.